# Kostel svatého Ambrože (Paříž)
Kostel svatého Ambrože (francouzsky Église Saint-Ambroise) je katolický farní kostel v 11. obvodu v Paříži, na Boulevardu Voltaire postavený v letech 1863–1868.

## Historie
Kostel byl postaven v letech 1863–1868 podle plánů architekta Théodora Ballu krátce po výstavbě Boulevardu du Prince-Eugène (dnešní Boulevard Voltaire). Nahradil jiný kostel Notre-Dame de la Procession, který se nacházel mírně vepředu, asi v prostoru square před dnešním kostelem, a který byl zbořen. Kostel Saint-Ambroise byl vysvěcen až 7. prosince 1910. Světitelem byl kardinál Léon-Adolphe Amette.
Během Pařížské komuny ukrývali povstalci v kostele zbraně se souhlasem tehdejšího kněze.
Stavba je od roku 1978 chráněná jako historická památka.
Dne 18. března 1996 kostel obsadilo asi tři sta nelegálních přistěhovalců z Afriky, kteří žádali o azyl. Kvůli zdravotnímu riziku požádal kněz o evakuaci kostela, kterou policie provedla 22. března ráno. Cizinci poté obsadili kostel Saint-Bernard de la Chapelle.

## Architektura
Celkový styl stavby odpovídá estetickým měřítkům druhého císařství, tj. bohaté zdobení a monumentální vzhled. Kostel je postaven v eklektickém slohu s převahou novogotických a novorománských prvků, obsažené jsou i byzantské prvky a moderní prvky jako kovové sloupky. Západní fasáda má dvě věže s několika řadami polokruhových oken. Průčelí mezi věžemi obsahuje rozetu s vitrážemi na téma svaté Trojice, dvě věžičky (v renesančním slohu) a sochy svatých. Vchod do kostela představují jednoduché portály. Kostelní věže jsou vysoké 68 metrů a kapacita kostela je 2500 osob.